# 阿蘇惟歳
阿蘇 惟歳（あそ これとし）は、室町時代の武将。南朝系阿蘇大宮司3代目。

## 略歴
阿蘇惟武を祖とする南朝系阿蘇大宮司の出身。
生年は明瞭ではないが、文安元年（1444年）に阿蘇惟兼の子として誕生したとされる。宝徳3年（1451年）に北朝系阿蘇大宮司・阿蘇惟忠と和睦し、その養嗣子となる。応仁以前には統合された大宮司の位に就き、弟（あるいは実子）とされる惟家に位を譲った。
文明16年（1484年）に菊池重朝の支援を受けて馬門原の戦いで惟忠と戦ったが敗北、没落した。